# لينوار س. رايت
لينوار س. رايت (بالإنجليزية: Lenoir C. Wright)‏ هو مؤرخ وعالم سياسة أمريكي، ولد في 1911، وتوفي في 2003.